# كوت سيد نعيم
كوت سيد نعيم هي مدينة في مقاطعة دشت أزادغان، إيران. عدد سكان هذه المدينة هو 4,541 في سنة 2016.